# Biblioteca Pública de Denver
La Biblioteca Pública de Denver es el sistema de bibliotecas públicas de la ciudad y el condado de Denver, Colorado. El sistema incluye la Biblioteca Central de Denver, ubicada en el distrito Golden Triangle del centro de Denver, así como 25 sucursales y dos bibliotecas móviles. La colección de la biblioteca totaliza más de 2 millones de artículos, incluidos libros, materiales de referencia, películas, música y fotografías. De ese total, más de 347 000 artículos se encuentran en colecciones específicas que incluyen el Departamento de Historia y Genealogía Occidental, la Biblioteca de Investigación Afroamericana Blair-Caldwell y las existencias del Departamento de Referencia.

## Historia
La biblioteca evolucionó a partir de la donación de libros en 1878 a la junta de educación de la ciudad, que luego se mantuvo en un ala de East Denver High School. John Cotton Dana fue nombrado bibliotecario jefe y la "Biblioteca Pública de Denver" se estableció oficialmente en 1889. La biblioteca se mudó a su propio edificio en 1910, un diseño de renacimiento griego financiado por el filántropo Andrew Carnegie que estaba ubicado en el centro de Civic Center Park. Entre 1913 y 1920, Carnegie también financió la construcción de las primeras ocho sucursales de la biblioteca. Anteriormente, la ciudad dependía de los baúles de viaje llenos de libros.

### Biblioteca Central
En la década de 1950, la ciudad encargó al estudio de arquitectura Fisher & Fisher y al diseñador Burnham Hoyt que construyeran una nueva Biblioteca Central que se ubicaría en Broadway y West 14th Avenue. La propiedad había sido previamente un concesionario de automóviles para el Ford Modelo T, Modelo A y Modelo B antes de ser condenado por la Ciudad en 1953.

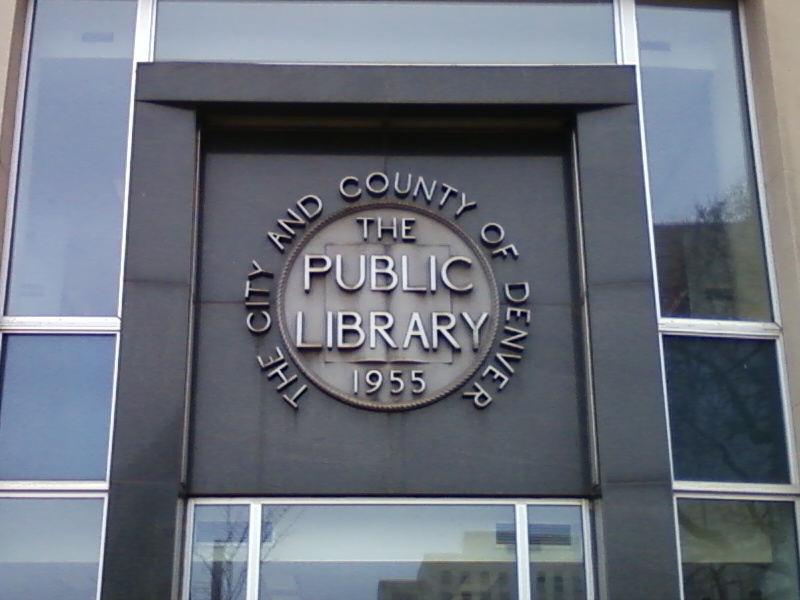
Letrero en el edificio de 1955

La Biblioteca Central Fisher/Hoyt en el Triángulo Dorado de la ciudad abrió en 1956 y fue agregada al Registro Nacional de Lugares Históricos en 1990. Como parte de la inauguración de la nueva biblioteca cuando abrió, la Biblioteca de Yale prestó una colección de libros que incluían la Biblia de Gutenberg de 1455 y el Libro de Salmos de la Bahía de 1640, que son artefactos raros y valiosos.
A lo largo de las décadas de 1950 y 1970, Denver experimentó una explosión de crecimiento y rápidamente requirió que se abrieran más sucursales para atender a los nuevos vecindarios que se ramificaron hacia el sureste y suroeste. Entre estas sucursales había cuatro sucursales de Ross, financiadas con una donación de 100 000 dólares de Frederick Ross, quien era un inversionista de bienes raíces de Denver y el comisionado de la biblioteca.
En la década de 1990, los votantes de Denver aprobaron una emisión de bonos por 91.6 millones de dólares para agregar al edificio Fisher/Hoyt. El nuevo espacio de 50 167 m², diseñado por el ganador del premio Driehaus 2012 Michael Graves y la firma de Denver de Klipp Colussy Jenks DuBois, inaugurado en 1995. El exterior de siete pisos tiene un acabado de piedra caliza y hormigón prefabricado con acentos de cobre en todas partes. Los murales están pintados en el interior por el artista Edward Ruscha y los fósiles están incrustados en su piso dentro del Schlessman Hall. También hay una galería de arte dentro de la sala preparada para la historia occidental de Level Five Gates.

## Galería

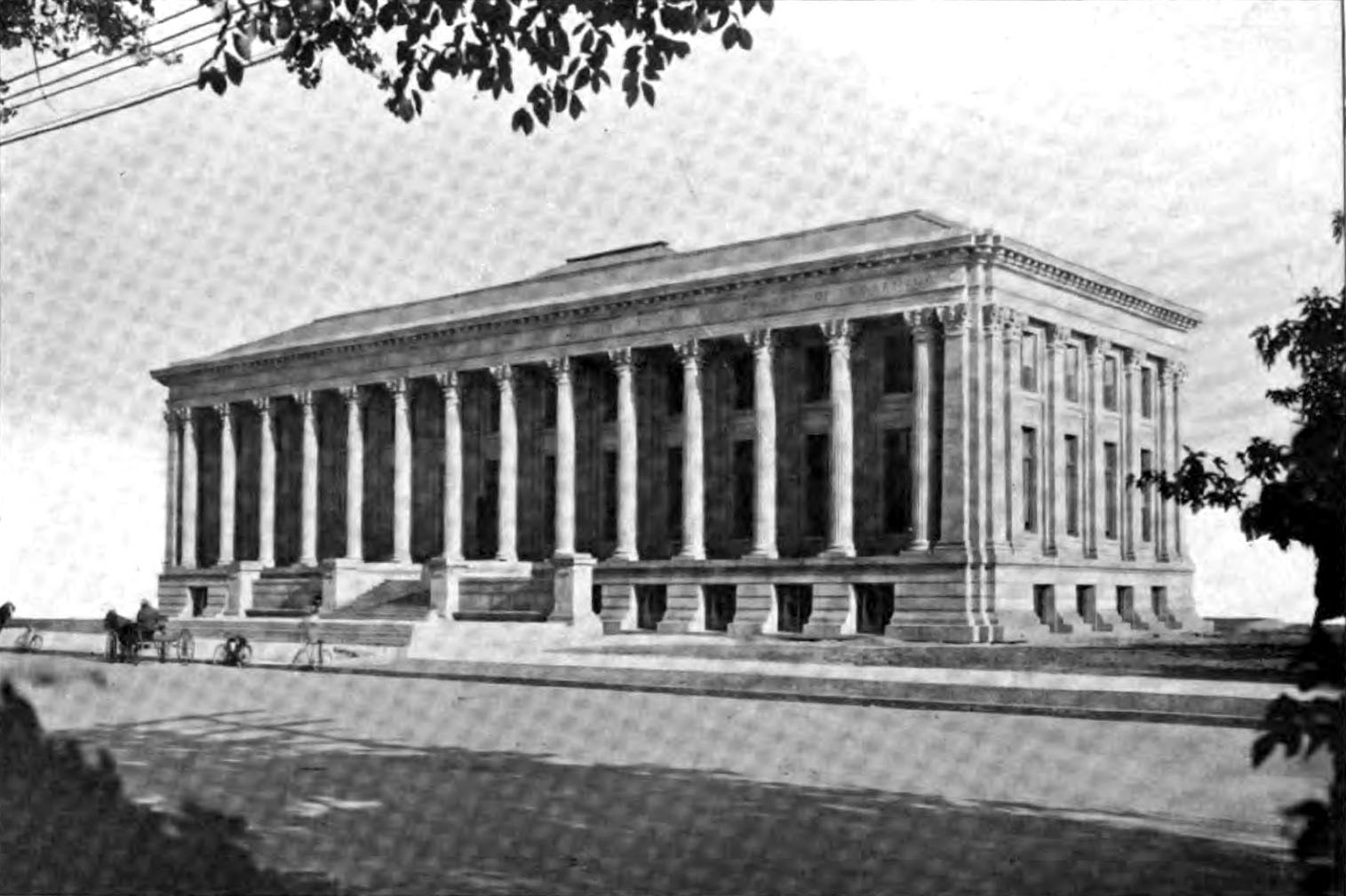
Edificio de 1920
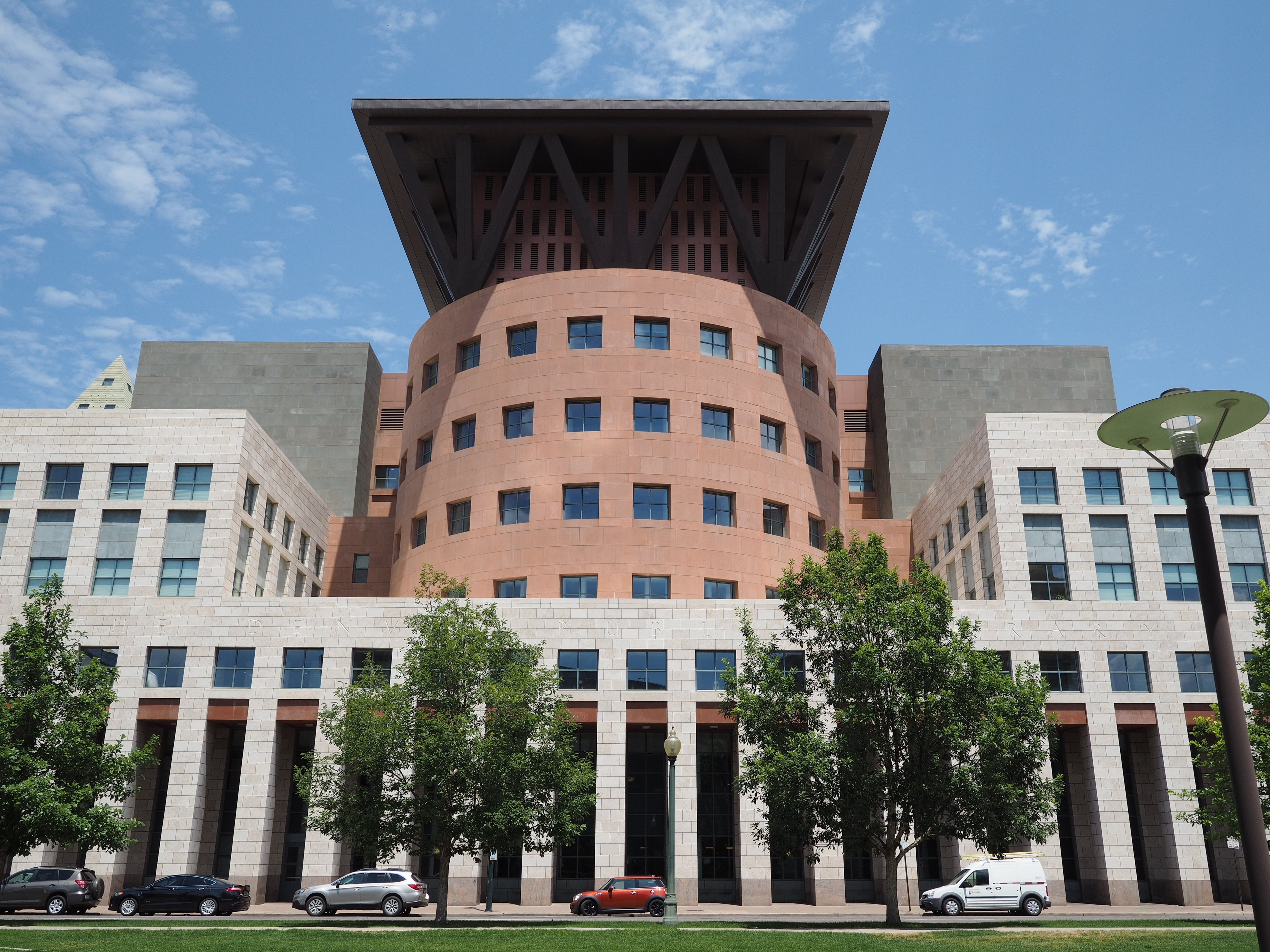
Fachada del edificio de 1995
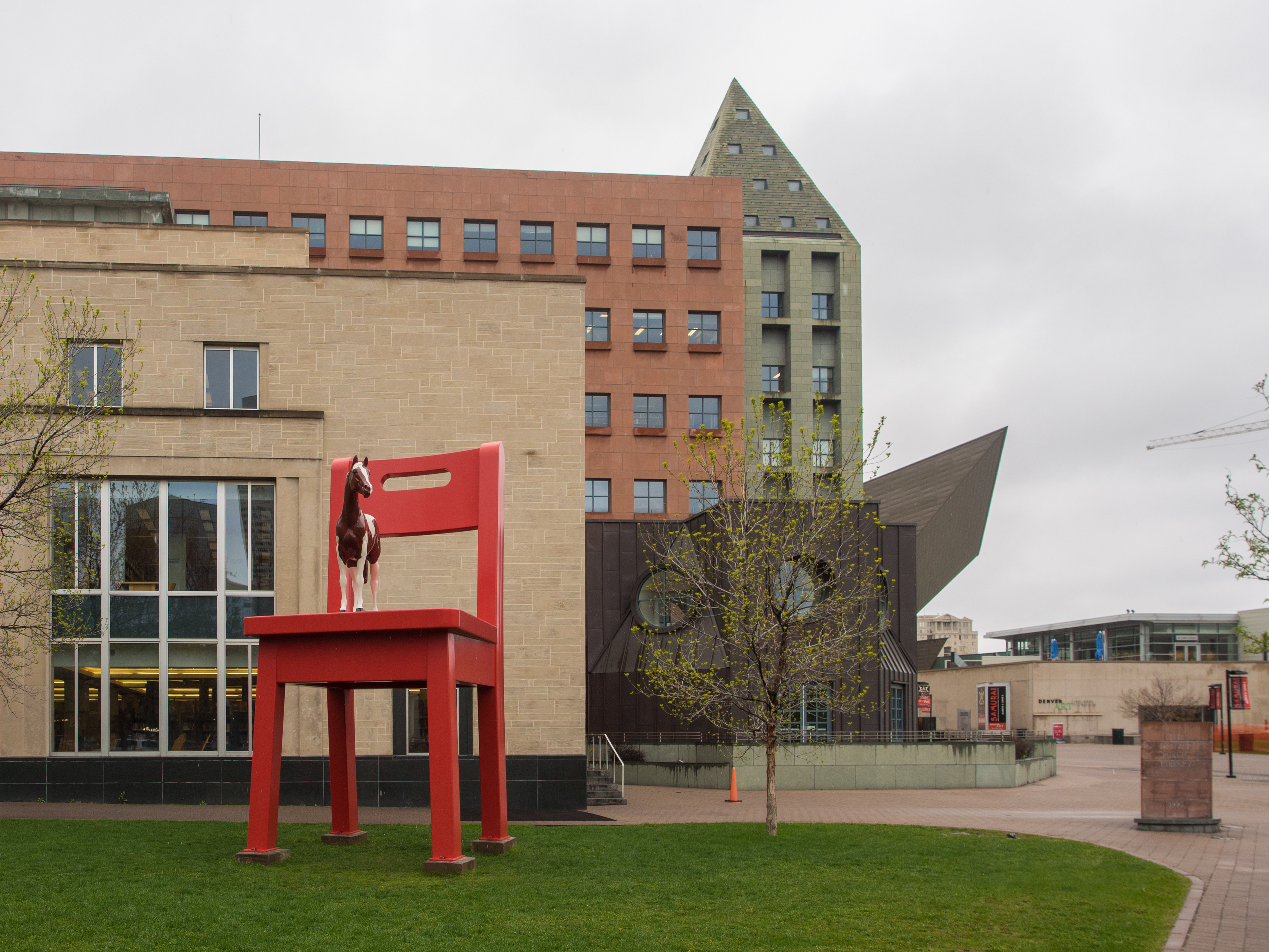
Escultura en los jardines